# Dmitrij Muserski

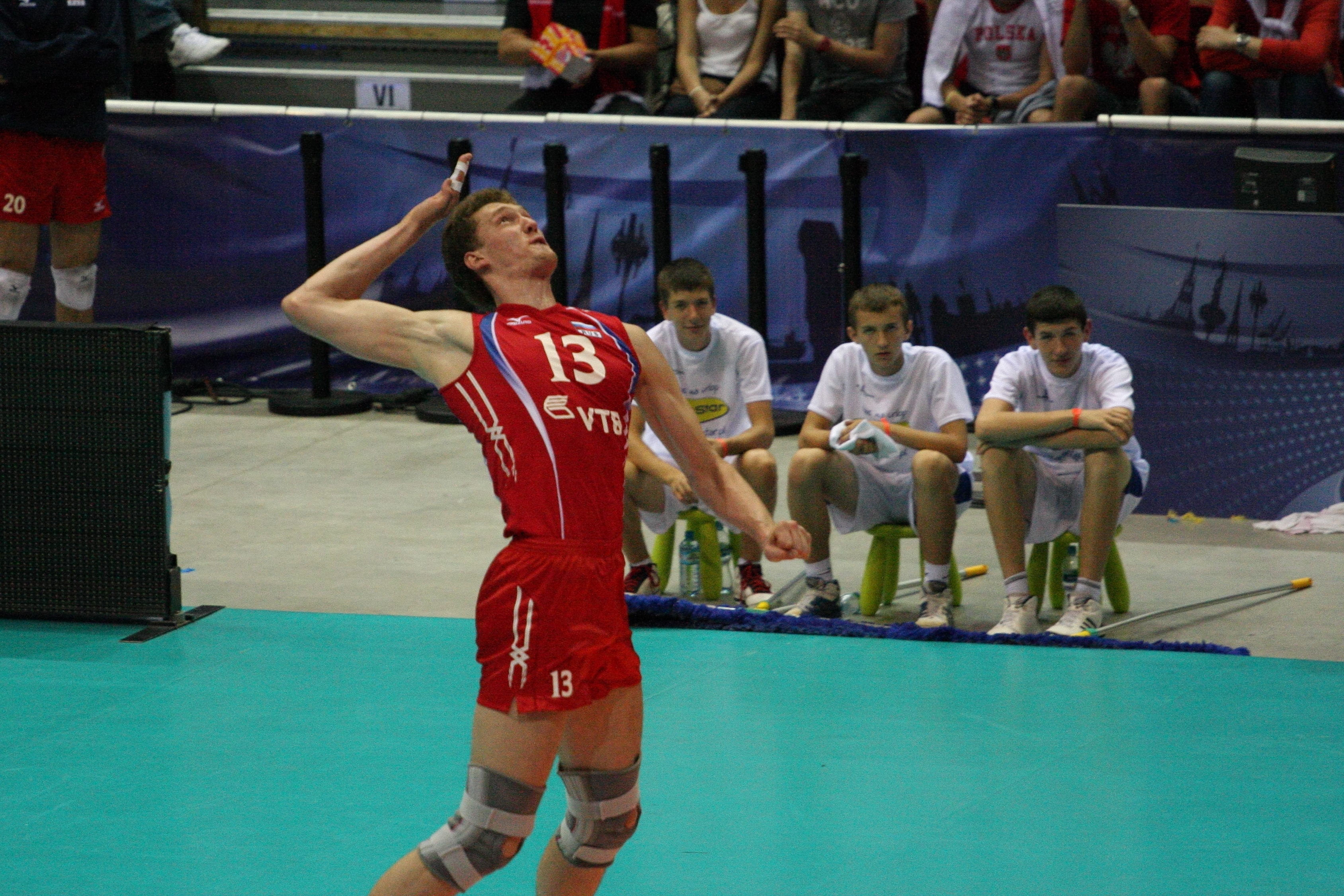
Dmitrij Muserski podczas wykonywaniu zagrywki w turnieju finałowym Ligi Światowej 2011

Dmitrij Aleksandrowicz Muserski (ros. Дмитрий Александрович Мусэрский, ukr. Дмитро Олександрович Мусерський – Dmytro Ołeksandrowycz Muserśkyj; ur. 29 października 1988 w Makiejewce) – rosyjski siatkarz pochodzenia ukraińskiego, naturalizowany reprezentant Rosji, grający na pozycji środkowego i atakującego.

## Życiorys
Dzieciństwo spędził w Makiejewce, gdzie rozwijał umiejętności pod okiem swojego pierwszego trenera, Borysa Osnacza. Gdy dorastał jego rodzice przenieśli się do Charkowa. W 2005 roku wielki talent Muserskiego dopatrzył rosyjski klub Biełogorje Biełgorod. Niedługo potem z Ukraińca stał się Rosjaninem, co wtedy było niemal powszechną praktyką wśród większości utalentowanych siatkarzy z tego regionu. W 2006, jeszcze w barwach Ukrainy, Muserski wystąpił w Mistrzostwach Europy juniorów rozgrywanych w rosyjskim Kazaniu. W tym samym roku stał się również zawodnikiem pierwszej drużyny Biełogorje Biełgorod. Do 2009 roku Muserski grał na pozycji atakującego, po czym przemianowano go na środkowego. Decyzja ta została podyktowana względami pożytku reprezentacji Rosji.

## Sukcesy klubowe
Puchar Rosji:
- 2005, 2012, 2013

Mistrzostwo Rosji:
- 2013
- 2006, 2010, 2015
- 2007, 2011, 2014, 2016

Puchar CEV:
- 2009, 2018

Superpuchar Rosji:
- 2013, 2014

Liga Mistrzów:
- 2014

Klubowe Mistrzostwa Świata:
- 2014
- 2023[1]

Puchar Kurowashiki:
- 2019

Mistrzostwo Japonii:
- 2021, 2022[2], 2024[3], 2025[4]
- 2023[5]
- 2020

Klubowe Mistrzostwa Azji:
- 2023[6]
- 2022[7]
- 2025[8]

Puchar Cesarza:
- 2024[9]

## Sukcesy reprezentacyjne
Liga Światowa:
- 2011, 2013
- 2010

Memoriał Huberta Jerzego Wagnera:
- 2014
- 2011, 2013, 2018

Puchar Świata:
- 2011

Igrzyska Olimpijskie:
- 2012

Mistrzostwa Europy:
- 2013

Puchar Wielkich Mistrzów:
- 2013

Liga Narodów:
- 2018

## Nagrody indywidualne
- 2010: Najlepszy blokujący turnieju finałowego Ligi Światowej
- 2010: Najlepszy blokujący Pucharu Rosji
- 2011: Najlepszy zagrywający turnieju finałowego Ligi Światowej
- 2012: MVP i najlepszy zagrywający Pucharu Rosji
- 2013: Najlepszy środkowy turnieju finałowego Ligi Światowej[10]
- 2013: Najlepszy zagrywający Memoriału Huberta Jerzego Wagnera
- 2013: MVP Mistrzostw Europy[11]
- 2013: MVP Pucharu Wielkich Mistrzów
- 2014: Najlepszy blokujący Final Four Ligi Mistrzów
- 2014: MVP Klubowych Mistrzostw Świata
- 2014: MVP Memoriału Huberta Jerzego Wagnera
- 2018: Najlepszy środkowy Ligi Narodów
- 2019: MVP Pucharu Kurowashiki
- 2022: Najlepszy atakujący Klubowych Mistrzostw Azji
- 2023: MVP Klubowych Mistrzostw Azji
- 2023: Najlepszy atakujący Klubowych Mistrzostw Świata[12]

## Wyróżnienia
- Laureat nagrody im. A. Kuzniecowa w sezonie 2012/13

## Odznaczenia
- Order Przyjaźni (13 sierpnia 2012) – za wielki wkład w rozwój kultury fizycznej i sportu, wysokie osiągnięcia sportowe na zawodach XXX Olimpiady 2012 roku w mieście Londynie (Wielka Brytania)[13].
- Tytuł Zasłużonego Mistrza Sportu (2012).